# Patrick Drahi
Patrick Drahi (Casablanca, 20 de agosto de 1963) é um empresário com nacionalidade israelita, francesa, portuguesa e marroquina, conhecido por ser o fundador e presidente do grupo Altice.

## Vida pessoal
Patrick Drahi, filho de dois professores de matemática, nasceu em Casablanca. Quando tinha 15 anos, ele e a sua família emigraram para Montpellier, na França.
Atualmente, Drahi vive em Genebra com a sua mulher e os seus quatro filhos.